# 동안클럽
동안클럽은 2006년 4월 23일부터 2008년 3월 9일까지 MBC 일요일 일요일 밤에에서 방송됐던 건강버라이어티 코너 방송이다.

## 프로그램 소개
건강버라이어티 코너로 주제에 맞는 OX퀴즈, 주관식 문제를 푸는 형식이다. 한사람은 벌칙기구에 올라타고, 한사람 혹은 두사람은 자리에 앉아 문제를 풀며, 우승한 팀에게는 건강검진권을 선물로 준다.

## 역대 MC,패널
- 박경림 (2006.04.23~2007.05.16)
- 이휘재 (2007.05.17~2008.03.09)
- 박명수 (2006.04.23~2008.03.09)
- 지상렬 (2006.04.23~2007.05.16)
- 정형돈
- 김구라
- 붐
- 김새롬

## 역대 벌칙

### 2006년 7월~2007년 2월
한사람은 사각틀에 매달려 서있고 다른 한사람은 자리에 앉아 문제를 풀어야 하며, 룰렛을 돌려 사각틀의 각도를 정한다.

### 2007년 2월~2007년 12월
한사람은 벌칙의자에 앉고, 다른 한사람 혹은 두사람이 편안하게 자리에 앉아 문제를 풀어야 하며, 틀린 팀은 벌칙의자가 회전한다.